# Solpuga centenariorum
Solpuga centenariorum är en spindeldjursart som beskrevs av Frade 1940. Solpuga centenariorum ingår i släktet Solpuga och familjen Solpugidae. Inga underarter finns listade i Catalogue of Life.